# スピンブラシ
スピンブラシ (Spinbrush) は、クラシエホームプロダクツが発売していた電動歯ブラシのブランド名である。

## 日本での概要
2002年に、P&Gの子会社のマックスファクターにより「クレスト スピンブラシ」として発売された。単3電池を2個使用。歯ブラシの上半分が回転する構造になっており、下半分は回転しない。この組み合わせで効果的に歯垢を除去するとされている。デザインは通常のものの他に、消防車やイルカなど、様々なデザインのものが発売された。
後に、上半分が回転し、下半分が上下運動する「クレスト スピンブラシ プロ ホワイト」も発売された。
2005年のP&Gによるジレット社の買収により、子会社のブラウンが展開する電動歯ブラシがラインナップに加わったため、2006年にカネボウホームプロダクツ（現クラシエホームプロダクツ）に営業譲渡。2010年よりブランド名を「スピンブラシ」に変更した。
2014年に本体が販売終了（「スモールヘッド」は替えブラシも販売終了）となり、「スタンダード」と「プロホワイトN」用の替えブラシのみ継続販売していたが、2015年をもって残りの替えブラシの販売も終了したことで、「スピンブラシ」はブランド終息となった。